# NGC 2931
NGC 2931 é uma galáxia espiral (S?) localizada na direcção da constelação de Leo. Possui uma declinação de +23° 14' 26" e uma ascensão recta de 9 horas, 37 minutos e 37,6 segundos.
A galáxia NGC 2931 foi descoberta em 21 de Fevereiro de 1863 por Heinrich Louis d'Arrest.